# Maccabi Haifa BC
El Maccabi Haifa BC o com és conegut actualment Maccabi Bazan Haifa (en hebreu: מכבי חיפה) és un equip de bàsquet israelià amb seu a la ciutat de Haifa, que competeix en la Lliga israeliana de bàsquet. Forma parta del club esportiu Maccabi Haifa. L'equip disputa els seus partits en el Romema Arena, amb capacitat per a 5.000 espectadors.

## Història
El club és un dels més veterans del país, sent un dels vuit equips que van disputar el primer campionat israelià en 1953. En 1971 i 1985 es van classificar per a la final de la Copa d'Israel, caient en ambdues ocasions davant el Maccabi Tel Aviv.
L'equip va descendir a la segona divisió en 1993, i a la tercera en 1995. Encara que van aconseguir tornar a primera divisió en 1999 i van aconseguir aconseguir en dues ocasions els play-offs, van començar a experimentar dificultats econòmiques, que van portar a la desaparició de l'equip, venent els seus drets al Bnei HaSharon.
En 2004 es va canviar el nom al segon equip sota la tutela del club, el Maccabi Bat Galim, novament com Maccabi Haifa, en un esforç de reprendre els èxits del passat. En 2007 l'equip va ser adquirit pel multimilionari nord-americà Jeffrey Rosen, per a l'any següent retornar l'equip a la Ligat Winner. En 2009 aconsegueixen el seu major èxit, disputant la final de la lliga davant el Maccabi Tel Aviv.

## Palmarès
- Lliga israeliana
  - Campions (1) :2012–13
  - Finalistes (3): 2008-09, 2013-14, 2016-17
- Copa israeliana de bàsquet
  - Finalistes (4): 1970–71, 1984–85, 2008-09, 2012-13

## Temporades
| Temporada | Divisió | Lliga                           | Posició | Play-Offs       | Copa d'Israel   | League Cup      | Competició Europea | Competició Europea |
| --------- | ------- | ------------------------------- | ------- | --------------- | --------------- | --------------- | ------------------ | ------------------ |
| 2007–08   | 2       | Lliga Leumit (bàsquet)          | 4       | Puja            | -               | –               | –                  | –                  |
| 2008–09   | 1       | Israeli Basketball Super League | 3       | Subcampió       | Subcampió       | –               | –                  | –                  |
| 2009-10   | 1       | Israeli Basketball Super League | 7       | Quarts de final | Segona ronda    | Semifinal       | –                  | –                  |
| 2010-11   | 1       | Israeli Basketball Super League | 9       | –               | Quarts de final | –               | EuroChallenge      | Top 16             |
| 2011-12   | 1       | Israeli Basketball Super League | 11      | -               | Segona ronda    | –               | –                  | –                  |
| 2012–13   | 1       | Israeli Basketball Super League | 2       | Campió          | Subcampió       | Subcampió       | –                  | –                  |
| 2013–14   | 1       | Israeli Basketball Super League | 3       | Subcampió       | Segona ronda    | -               | Eurocup            | Last 32            |
| 2014–15   | 1       | Israeli Basketball Super League | 5       | Quarts de final | Semifinal       | —               | —                  | —                  |
| 2015–16   | 1       | Israeli Basketball Super League | 5       | Quarts de final | Quarts de final | Quarts de final | —                  | —                  |